# مدارهای مجتمع سری ۴۰۰۰

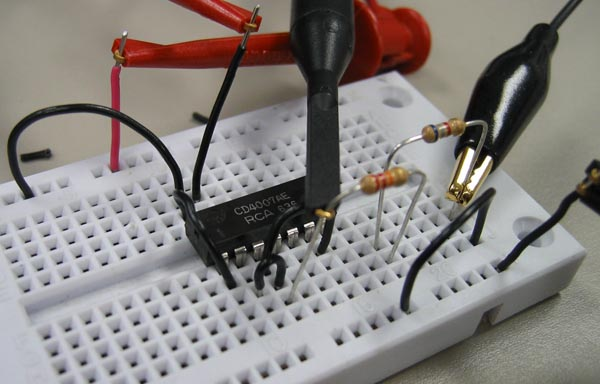
CD4007A بر روی بِردبُرد بدون لحیم‌کاری

سری ۴۰۰۰ یک خانواده منطقی CMOS از مدارهای یکپارچه (IC) است که برای اولین بار در سال ۱۹۶۸ توسط RCA معرفی شد. تقریباً تمام سازندگان آی سی فعال در این دوره اولیه مدلهای ساخت این سری هستند. هنوز هم در حال استفاده است.

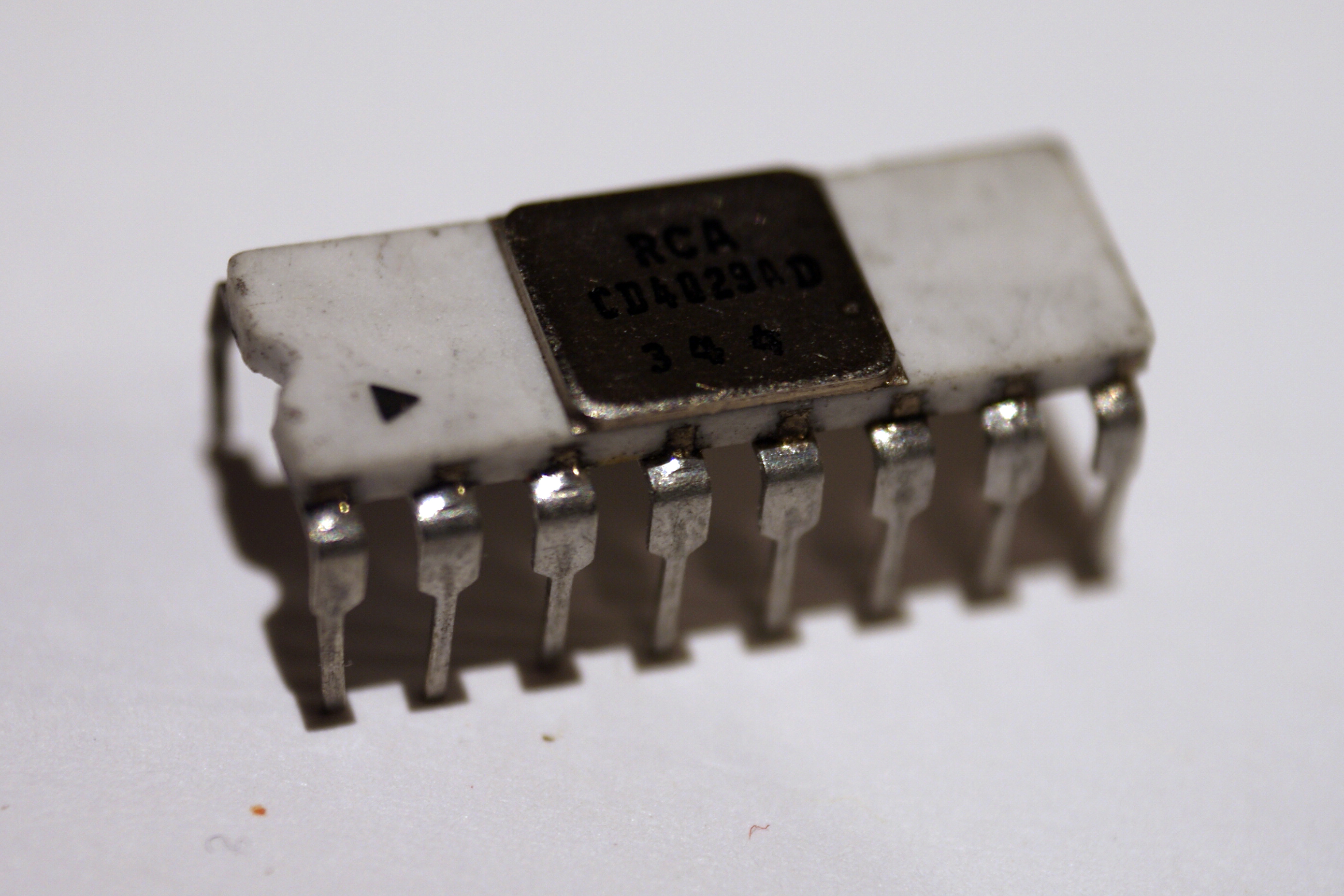
یک آی‌سی شمارنده خیلی قدیمی CD4029A، در بسته ۱۶-پین سرامیکی ۱۶ پین (DIP -16)، تولید شده توسط RCA

این سری ۴۰۰۰ به عنوان سری CD4000 COS / MOS در سال ۱۹۶۸ توسط RCA به عنوان توان کمتر و جایگزین همه‌جانبه‌تر برای سری ۷۴۰۰ تراشه‌های منطق ترانزیستور-ترانزیستور (TTL) معرفی شد. توابع منطق با فناوری تکمیل شده فلز-اکسید و نیم‌رسانا (CMOS) تازه معرفی شده، اجرا شد. در حالی که در ابتدا با برچسب "COS / MOS" توسط RCA (که در آن متشکل از مکمل تقارن فلزی- اکسید-نیم‌رسانا) بود، به بازار عرضه شد، واژگان کوتاه‌تر CMOS به عنوان اولویت صنعتی برای اشاره به این فناوری ظهور یافت. اولین تراشه‌های این سری توسط گروهی به سرپرستی آلبرت مدوین طراحی شده‌است.

## مطالعهٔ بیشتر
نشریات دوره‌ای
- New low-voltage COS/MOS IC's (CD4000A); RCA Engineer; Vol 17 No 1; June 1971 to July 1971; Pages 40-45.
- 15 articles about COS/MOS IC's; RCA Engineer; Vol 18 No 4; December 1972 to January 1973.

کتاب‌ها
- CMOS Sourcebook; 1st Ed; Newton Braga; Prompt Press; 390 pages; 2001; شابک ‎۹۷۸–۰۷۹۰۶۱۲۳۴۸.
- CMOS Cookbook; 2nd Ed; Don Lancaster، Howard Berlin; Elsevier; 512 pages; 1988; شابک ‎۹۷۸−۰۷۵۰۶۹۹۴۳۳. (1st Ed in 1977)
- Second Book of CMOS IC Projects; 1st Ed; R.A. Penfold; Bernard Babani Publishing; 127 pages; 1979; شابک ‎۰۹۰۰۱۶۲۷۸۳. (archive)
- 50 CMOS IC Projects; 1st Ed; R.A. Penfold; Bernards Publishing; 112 pages; ۱۹۷۷; شابک ‎۹۷۸−۰۹۰۰۱۶۲۶۴۰. (archive)
- RCA COS/MOS IC Manual; 170 pages; 1979; CMS-272.
- RCA COS/MOS IC Manual; TBD pages; 1971; CMS-270.

بانک اطلاعاتی تاریخی
- RCA COS/MOS Databook; 649 pages; 1975; SSD-203C.
- RCA CMOS Databook; 798 pages; 1983; SSD-250C.
- Motorola CMOS Databook; 560 pages; 1988.
- National CMOS Databook; 930 pages; 1981.